# 特攻服

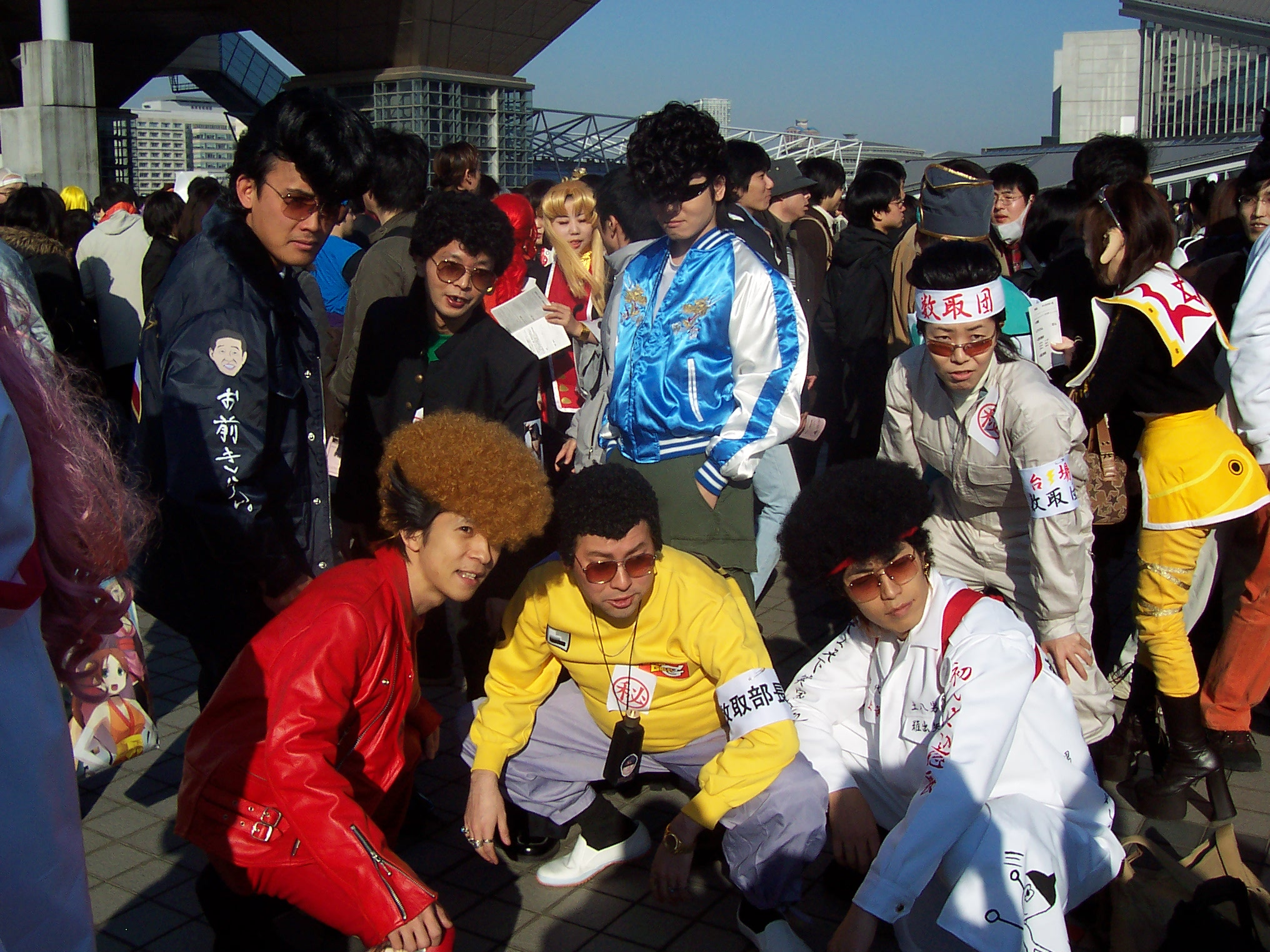
暴走族の服装イメージ（コスプレ）

特攻服（とっこうふく）とは、暴走族やヤンキーなどが着用する服である。彼らのハレの日（卒業式などの特別な日）に着用されるほか、チーム自体のユニフォームと化している場合もある。
俗に「マトイ」（“身に纏う”から。火消の「纏」と同義）と呼ばれる場合がある他、省略して「とっぷく」と呼ばれる場合もある。

## 歴史
- 右翼団体が着ていた隊服を暴走族が取り入れたものである[2]。そのため、初期の特攻服には「憂国烈士」など右翼系の言葉がしばしば刺繍されている[2]。
- 第二次世界大戦中に日本が行った「特攻」関係者が着ていた軍服、戦闘服の類とは全く関係はなく、特攻隊員が着ていたのは従来からあった飛行服や陸戦服である。

## 服の特徴
- 当初は、白や黒であったが、1990年代から赤や青などカラーバリエーションが増えた。外観も、長ラン然としたものがほとんどであったが、カラーバリエーションが増えると共にセパレート式の体型を細く見せる仕様も出現した。
- 上着には「喧嘩上等」など、当て字を用いたさまざまな語句、心情を披露する文章、グループ名が刺繍されている。裾は地下足袋やブーツにインして着こなすのが主流である。
- チームによっては特別な日(引退式・喧嘩)に腕章・タスキを付けるチームも存在する。
- 暴走族風の当て字による文句には、縁起を担いだ選字の他に一般人では殆ど意味の分からない難読字も当て字として使われている。

## 製造元
- 一般の学生服を作っている町中の小さな衣類メーカーが多い。2002年頃、広島市内では特攻服を着用する暴走族の勢力が拡大。手を焼いた広島県警察が当時の県警本部長[3]竹花豊の主導で業者に製造・販売しないように呼びかけたこともあったが、製造元が大企業ではないこと、全国的に通販を展開している店も多いことなどから効果は薄かった。

## その他

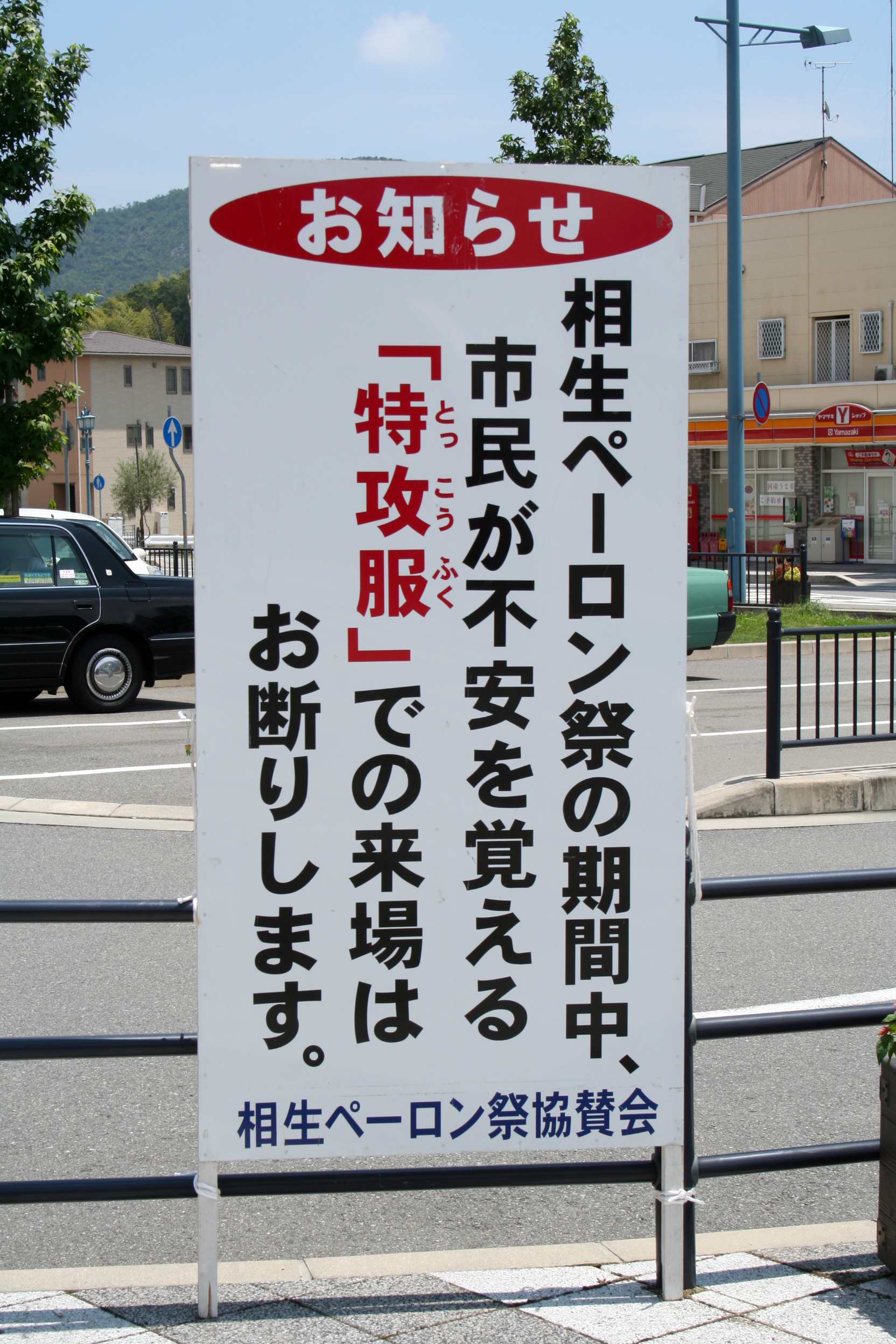
特攻服に不安を感じる人もいる

かつては矢沢永吉のファンに暴走族が多く、そのため、コンサートでは「特攻服及び周囲を威圧する服装での入場をお断りします」というルールがあった。また、現在では氣志團のファンの中に特攻服を着用する者もいるが、こちらは特に規制されていない。
2024年に横浜DeNAベイスターズが『YOKOHAMA STAR☆NIGHT 2024 Supported by 横浜銀行』で着用するイベント限定デザインのユニフォーム（浮世絵風の波模様を象り、背ネームは漢字表記になっている）を発表した際、SNSでは特攻服のようなデザインだと評する声が上がった。